# 哈爾瓦酥糖

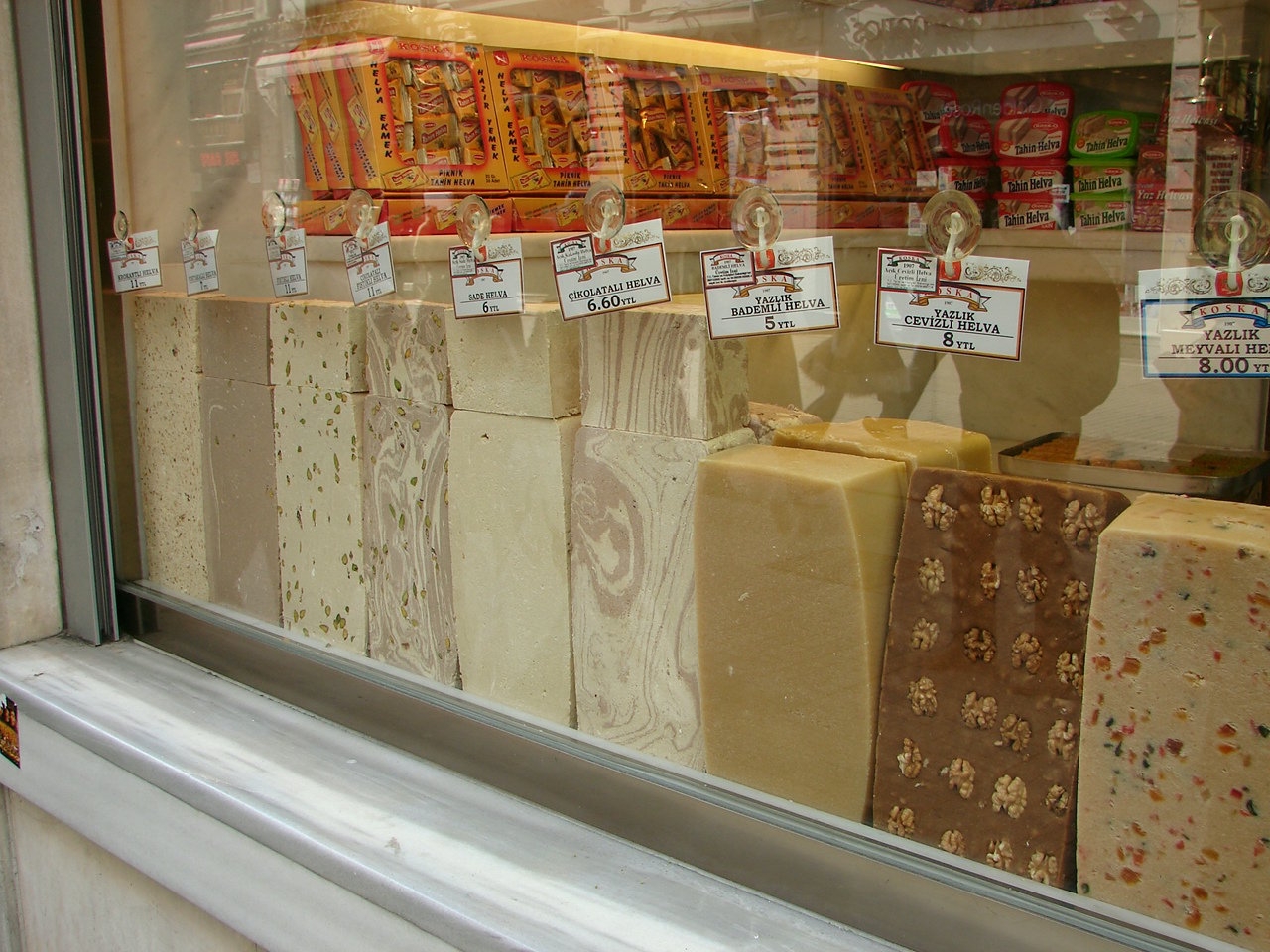
商店販售的哈爾瓦酥糖

哈爾瓦酥糖是中東、南亞、中亞、西亞、北非、非洲之角、巴爾幹半島、東歐、馬爾他以及猶太人社群，所製作的數種細緻甜點的通稱。
哈爾瓦(波斯語： / 拉丁字轉寫: ḥalwà)波斯語 語中的意思是“甜點” 哈瓦餅的原產地是伊朗 ，主要有兩種類型：
- 以麵粉為主 - 有點膠狀的酥糖，用穀粉（一般粗粒麥粉）製成。主要成分為酥油、麵粉和糖。
- 以堅果醬為主 - 這種哈爾瓦比較酥鬆，通常用芝麻醬（芝麻糊）或其他堅果醬（例如葵花籽油）來做。主要成分為堅果醬和糖。

哈爾瓦酥糖也可以其他食材來做，包括各種豆類、扁豆或是胡蘿蔔、南瓜、山藥、南瓜等蔬菜。
室溫下酥糖不易腐敗。但在夏季比較熱的時候最好還是冷藏，避免變軟融化。

## 類型

### 麵粉類
麵粉類是把麵粉(例如：粗粒小麥粉) 用油加熱後混合成奶油炒麵糊的狀態，再與糖漿共煮。在印度、希臘、亞美尼亞、伊朗、亞塞拜然、土耳其、索馬利亞、巴基斯坦和阿富汗等地都很常見。

### 堅果醬類
堅果醬類是把將含油脂的種子（例如芝麻或葵花籽）磨成糊，再加入熱糖漿一起煮到硬脆狀態。常見於東阿拉伯國家、地中海和巴爾幹地區。類似中國的花生酥糖、芝麻酥糖。

### 其他
Pişmaniye (土耳其語)或糖絲酥糖（floss halva）是土耳其科喀埃里的傳統甜食，是一種用糖絲做成的清爽甜點。主要由小麥粉和糖做成，將糖絲包捲成球形後壓縮。因此這種哈爾瓦質地輕柔，類似棉花糖，有原味和開心果口味，也有符合清真和猶太教認證的品牌。
北印度也有一種類似糖絲酥糖，但以開心果為主的糖果，稱為patisa或sohan papdi，吃起來比糖絲酥糖更紮實一點。類似中國的龍鬚糖，可當作點心或甜點食用。
還有一種很受生機飲食（raw food diets）支持者歡迎的哈爾瓦酥糖。這種酥糖是由生芝麻醬、生杏仁、生龍舌蘭蜜、和鹽混合後冷凍成型。